# Thiago Braz
Thiago Braz da Silva (Marília, 16 de dezembro de 1993) é um atleta e campeão olímpico brasileiro, especializado no salto com vara. Detentor de duas medalhas olímpicas e atual recordista sul-americano da modalidade, é um dos nove atletas no mundo que saltaram acima dos seis metros de altura. Desde 2016 era recordista olímpico do salto com vara, mas Armand Duplantis da Suécia bateu essa marca em Paris 2024. O atleta está preventivamente suspenso por doping desde julho de 2023.

## Carreira
Thiago começou no atletismo aos quatorze anos, treinando e competindo pelo Clube dos Bancários de Marília, transferindo-se depois para cidade de Bragança Paulista, meses depois vencendo o Campeonato Brasileiro de Menores e o Juvenil, além do Estadual de Menores e o Estadual Juvenil. Em sua primeira competição internacional, em 2009, foi medalha de bronze do Campeonato Sul-Americano Juvenil, ano em que também foi campeão brasileiro juvenil. Em seguida, começou a competir no Clube de Atletismo BMF&BOVESPA, embora só tenha se tornado contratado da equipe em 2010, dependendo antes do apoio financeiro da campeã mundial da modalidade Fabiana Murer. No mesmo ano, conseguiu seu melhor resultado internacional a medalha de prata nos I Jogos Olímpicos da Juventude em Singapura. Em 2011, aos 17 anos, foi vice-campeão do Troféu Brasil de Atletismo.
Foi campeão mundial júnior no Campeonato Mundial Júnior de Atletismo realizado em julho de 2012 em Barcelona, Espanha. Thiago ganhou a medalha de ouro com a marca de 5m55, novo recorde brasileiro juvenil, conseguida na primeira tentativa. Foi o primeiro título mundial júnior do Brasil desde a vitória de Clodoaldo dos Santos em Lisboa em 1994 na corrida de 20 km, prova não mais existente.
Em agosto de 2013, com um salto de 5,82m, 1 cm a menos que seu recorde sul-americano, superou o campeão mundial Raphael Holzdeppe e conquistou a medalha de ouro no Meeting de Leverkusen, na Alemanha. Em fevereiro de 2016, no torneio indoor Istaf  em Berlim, derrotou o campeão olímpico e recordista mundial Renaud Lavillenie vencendo a prova com a marca de 5,93 m, então novo recorde brasileiro e sul-americano.

### Rio 2016
A competição nos Jogos Olímpicos do Rio 2016, os primeiros de sua carreira, incluía o francês Lavillenie, campeão olímpico em Londres 2012, recordista mundial e nº1 do ranking da modalidade, o canadense Shawn Barber, campeão mundial em Pequim 2015, o campeão norte-americano Sam Kendricks e o polonês Piotr Lisek, entre outros. Thiago chegou para a competição sob forte pressão psicológica. Lavillenie já havia se referido a ele como talentoso mas inconstante, sempre com altos e baixos, e suscetível a pressões nas grandes competições – Thiago havia zerado sua prova no Pan de Toronto 2015, ficado apenas em 19º no Mundial de Pequim 2015 e acertado apenas um salto, saindo precocemente da competição, no Campeonato Mundial de Atletismo em Pista Coberta de 2016, em Portland, Estados Unidos, cinco meses antes das Olimpíadas.
Na final no Estádio Olímpico, a marca de 5,75 já tinha retirado da competição vários concorrentes fortes, como Barber, quando o francês a saltou, na primeira tentativa, seu primeiro salto na final da competição. Braz precisou de duas tentativas mas também passou a marca. A marca seguinte, 5,85 m, viu a passagem de apenas três competidores, Braz, Lavillenie  – novamente na primeira tentativa – e Kendricks, que ficou por ali.
Em segunda tentativa, Thiago passou a marca de 5,93 m, seu recorde sul-americano e até então melhor marca, também ultrapassada pelo francês de primeira, enquanto o americano, que não a ultrapassou, ficava com a medalha de bronze. A prova agora se resumia a quem entre Braz e Lavillenie  ficaria com a medalha de ouro, os dois únicos ainda restantes na competição. O francês, mais experiente e liderando a competição pelo menor número de tentativas para ultrapassar as marcas mesmo sofrendo com as vaias que lhe eram dirigidas pelo público torcedor do brasileiro, ultrapassou a marca seguinte, 5,98 m, novo recorde olímpico e marca nunca atingida antes por Thiago. Sem nada a perder, com ao menos a prata garantida, Braz arriscou tudo e pediu marca mais alta, desistindo de saltar esta altura, fazendo com que ela aumentasse para 6,03 metros. Até então, nunca em Jogos Olímpicos os seis metros haviam sido ultrapassados.
Lavillenie, sob pressão e vaias do público, foi então obrigado a tentar saltar a nova marca, falhando na primeira tentativa, o mesmo acontecendo com Thiago, que saltou em seguida. O francês tentou pela segunda vez falhando novamente, mas até então liderava a competição, pois havia saltado 5,98 m e Braz não. Thiago então correu para a barra e ultrapassou a marca, dez centímetros mais alta do que sua melhor marca até então na carreira, e novo recorde olímpico. Pressionado, e agora em desvantagem, pois havia falhado na altura  em duas tentativas enquanto Thiago a tinha superado na segunda, não restou ao francês outra alternativa senão pedir a marca seguinte, 6,08 m, que já havia superado antes e o único do mundo em atividade a fazê-lo, na tentativa de passá-la e obrigar Thiago a dar mais este salto para vencer. Com apenas uma chance, Lavillenie, vaiado pelo público que o pressionava na tentativa de desestabilizá-lo, errou o salto e Thiago Braz tornou-se o primeiro campeão olímpico do atletismo masculino brasileiro desde Joaquim Cruz em Los Angeles 1984.

### Tóquio 2020
Após um ciclo olímpico muito abaixo do esperado, sem medalhas em Campeonatos Mundiais e mesmo em Jogos Pan-Americanos entre 2016 e 2020, Braz participa dos Jogos Olímpicos de Verão de 2020 em Tóquio novamente sem estar na condição de favorito. Nas eliminatórias da prova ele se classificou com alguma tranquilidade, errando dois saltos, mas chegou à marca de 5,75 m sem precisar da terceira e última tentativa em nenhuma marca. Na final, ele erra uma tentativa nas marcas de 5,70m e 5,80m, mas consegue passar na segunda vez e ultrapassa os 5,87m na primeira tentativa. Nesta altura da prova,  Renaud Lavillenie, que competiu com os dois pés lesionados, ainda tinha chance de ultrapassar Braz e desistiu dos 5,87m passando a barra para 5,92m mas falhou nas tentativas  e ficou sem medalha. Isto garantiu Braz no pódio, visto que sobravam na prova apenas ele, o sueco Armand Duplantis, que era o recordista mundial e favorito ao ouro, e o americano Christopher Nilsen, que saltou 5,97m, sua melhor marca pessoal, obtendo a prata. Braz errou três tentativas nos 5,92m e terminou com o bronze. Duplantis ultrapassou 6,02m na primeira tentativa e poderia ter tentado quebrar o recorde olímpico de Thiago Braz –  6.03m, da Rio 2016 –  porém subiu a marca direto para 6,19m para tentar quebrar seu próprio recorde mundial de 6.18m, mas não teve sucesso. Braz terminou com o bronze, sua segunda medalha olímpica consecutiva.

### 2022-24
No Campeonato Mundial de Atletismo em Pista Coberta de 2022 em Belgrado, Sérvia, Braz conquistou sua primeira medalha em Campeonatos Mundiais, uma prata obtida com um salto de 5m95, um novo Recorde Sul-americano Indoor. O ouro foi para o sueco Duplantis, que quebrou o recorde mundial com 6m20 nesta prova.
No Campeonato Mundial de Atletismo de 2022, Braz obteve a melhor posição da história do Brasil em Mundiais de pista aberta no salto com vara, terminando em 4º lugar com um salto de 5m87.
Em 28 de julho de 2023 ele foi provisoriamente suspenso das competições pela  Athletics Integrity Unit, após testar positivo para a substância ostarina, droga utilizada para o aumento de massa muscular. Caso confirmado o o doping, o atleta pode ser suspenso por até quatro anos das competições. Esta é a mesma substância que causou em 2022 o banimento por quatro anos da jogadora brasileira de voleibol Tandara.

## Vida pessoal
Thiago foi abandonado pelos pais quando tinha apenas dois anos de idade, sendo desde então criado por seus avós paternos Maria do Carmo e Orlando Braz (aos quais se refere como "pai e mãe") com o apoio de um tio, o ex-atleta Fabiano Braz. É casado desde 2014 com Ana Paula Oliveira, que também é atleta.
Thiago foi treinado por Vitaly Petrov, o mais respeitado técnico de salto com vara do mundo, que tem no seu currículo o treinamento de Sergei Bubka, Yelena Isinbayeva e Fabiana Murer e hoje é treinado por por Elcio Miranda, seu técnico da época da base. Fabiana, recordista brasileira e sul-americana em salto com vara, é amiga e orienta o atleta desde que ele tinha quinze anos.

## Principais resultados
| Ano  | Competição                             | Local          | Posição | Notas    |
| ---- | -------------------------------------- | -------------- | ------- | -------- |
| 2009 | Campeonato Sul-americano Junior        | São Paulo      | 3º      | 4,40 m   |
| 2010 | I Jogos Olímpicos da Juventude         | Singapura      | 2º      | 5,05 m   |
| 2010 | Campeonato Sul-americano da Juventude  | Medellín       | 1º      | 5,10 m   |
| 2011 | Campeonato Pan-americano Junior        | Miramar        | 1º      | 5,20 m   |
| 2011 | Campeonato Sul-americano Junior        | Medellín       | 2º      | 4,85 m   |
| 2012 | Campeonato Mundial Júnior de Atletismo | Barcelona      | 1º      | 5,55 m   |
| 2013 | Campeonato Sul-Americano de Atletismo  | Cartagena      | 1º      | 5,83 m   |
| 2013 | Campeonato Mundial de Atletismo        | Moscou         | 14º (q) | 5,40 m   |
| 2013 | Meeting de Leverkusen                  | Leverkusen     | 1º      | 5,82 m   |
| 2016 | Meeting Internacional Indoor ISTAF     | Berlim         | 1º      | 5,93 m   |
| 2016 | Jogos Olímpicos de Verão de 2016       | Rio de Janeiro | 1º      | 6,03 m , |
| 2019 | Campeonato Mundial de Atletismo        | Doha           | 5º      | 5,70 m   |
| 2019 | Jogos Pan-Americanos                   | Lima           | 4º      | 5,51 m   |
| 2021 | Jogos Olímpicos de Verão de 2020       | Tóquio         | 3º      | 5,87 m   |